# Championnats de France de pétanque 2010
Navigation
Édition précédente Édition suivante
Les championnats de France de pétanque 2010 est une édition des championnats de France de pétanque. 

## Présentation
Cette compétition constitue la 65e édition du triplette sénior masculin, la 41e édition du doublette sénior masculin, la 45e édition du tête à tête sénior masculin, la 8e édition du triplette sénior féminin, la 35e édition du doublette sénior féminin, la 18e édition du doublette sénior mixte, la 54e édition du triplette junior, la 42e édition du triplette cadet, la 27e édition du triplette minime et la 16e édition du triplette vétéran. Elle se déroule à Nice (Alpes-Maritimes) du 26 au 27 juin 2010 pour le triplette sénior masculin ; à Bruay-sur-l'Escaut (Nord) du 17 au 18 juillet 2010 pour le doublette sénior masculin ; à Soustons (Landes) du 19 au 20 juin 2010 pour le tête à tête sénior masculin et doublette sénior féminin ; à Cahors (Lot) du 11 au 12 septembre 2010 pour le triplette sénior féminin ; à Flamanville (Manche) du 10 au 11 juillet 2010 pour le doublette sénior mixte ; à Beaucaire (Gard) du 21 au 22 août 2010 pour le triplette junior, cadet et minime ; et à Sedan (Ardennes) du 25 au 26 septembre 2010 pour le triplette vétéran.

## Palmarès
| Catégorie                   | Vainqueur(s)                                            | Finaliste(s)                                         |
| --------------------------- | ------------------------------------------------------- | ---------------------------------------------------- |
| Triplette sénior masculin   | Henri Lacroix, Philippe Quintais et Philippe Suchaud    | Samson Debard, Pascal Laurot et Donald Veiss         |
| Doublette sénior masculin   | Jérémy Darodes et Christophe Sévilla                    | Didier Cailloce et Charles Messina                   |
| Tête à tête sénior masculin | Kévin Philipson                                         | Christophe Trembleau                                 |
| Triplette sénior féminin    | Nadège Baussian, Anna Maillard et Josiane Sagaz         | Agnès Lesaine, Evelyne Lozano et Fabienne Berdoyes   |
| Doublette sénior féminin    | Marie-Christine Virebayre et Ludivine d'Isidoro         | Nadège Baussian et Anna Maillard                     |
| Doublette sénior mixte      | Angélique Colombet et Maison Durk                       | Nancy Barzin et Charles Weibel                       |
| Triplette junior            | Kévin Cassagnaud, Kenny Champigneul et Kévin Ghrifa     | Sébastien Ciavatta, Gueven Rocher et Mathieu Roger   |
| Triplette cadet             | Kévin Ellwanger, Gaëtan Leblond et Jérémy Sturni        | Baptiste Leprivey, Julien Renault et Paul Villette   |
| Triplette minime            | Fernand Dubois, Jacques Dubois et Joseph Molinas        | Sem Bauer, Bokim Riviera et Raphaël Riviera          |
| Triplette vétéran           | Christian Enocq, Gabriel Glorian et Jean-Claude Terrade | Georges Arnold, Gérard Cecere et Jean-Pierre Jeantet |